# Serpulina hyodysenteriae
Serpulina hyodysenteriae (o Brachyspira hyodysenteriae) es una bacteria espiroqueta de la familia Serpulinaceae, el agente causal de la disentería porcina, enfermedad que ataca a los cerdos que se encuentran en fase de crecimiento activo. Al igual que Serpulina innocens, se clasificó como Treponema hyodysenteriae, hasta que se descubrió que no pertenecía al género Treponema, estando actualmente registrado como Serpulina hyodysenteriae. Este microorganismo solamente es patógeno para el cerdo.

## Caracteres descriptivos

### Morfología y tinción
Serpulina hyodysenteriae es una espiroqueta algo retorcida en espiral, de 6 a 11 µm de longitud por 0,35 µm de anchura. Otra espiroqueta muy parecida, S. innocens (la denominada “espiroqueta de pequeño tamaño”) se encuentra con frecuencia en las heces de los cerdos que presentan síntomas de disentería, y también en las heces de los cerdos sanos. S. innocens mide de 5 a 7 µm por 0,2 µm, y posee espiras muy juntas.
Serpulina hyodysenteriae es un microorganismo gram negativo, pero esta propiedad no se utiliza ni para identificarlo ni para descubrirlo. Las tinciones de tipo Romanowsky son las más útiles para descubrir este microorganismo en los frotis.

### Anatomía celular y composición
Las células son típicas de las espiroquetas. El filamento axial consta de 8 a 9 flagelos periplásmicos insertados en cada extremo.

### Productos celulares de interés médico
No se han puesto de manifiesto ni toxinas ni sustancias semejantes a las toxinas que sean activas en la luz intestinal. Los cerdos a los cuales se les inyectan por vía intravenosa sobrenadantes de cultivos de S. hyodysenteriae, presentan lesiones de disentería en el intestino grueso. No ha sido descrito el principio activo que provoca este fenómeno.

### Características del crecimiento
Serpulina hyodysenteriae es un microorganismo anaerobio estricto que crece únicamente cuando en el medio existe suero.
El microorganismo es intensamente beta- hemolítico, propiedad que ha sido utilizada por algunos autores para diferenciarlo de S. innocens, el cual es débilmente beta-hemolítico.
S. hyodysenteriae es resistente a las elevadas concentraciones de espectinomicina, propiedad que resulta útil en el aislamiento de este microorganismo a partir de las heces. A temperaturas comprendidas entre 5 y 25 °C,  S. hyodysenteriae conserva su carácter infeccioso durante mucho tiempo si se encuentra incluido en materia orgánica. No resiste ni la desecación ni la acción directa de la luz solar.

### Variabilidad
Existen 7 serotipos de S. hyodysenteriae. En los extractos fenólicos de este microorganismo se encuentran los determinantes antigénicos tipo específicos.[cita requerida]

## Ecología

### Reservorio y transmisión
El reservorio es el tracto gastrointestinal del cerdo, sobre todo el de los portadores asintomático de este microorganismo (animales curados de la enfermedad). El agente ha sido aislado en las heces de los perros, de las ratas y de los ratones que viven en explotaciones de cerdos en las cuales existe la enfermedad. La transmisión de la enfermedad tiene lugar por la vía fecal-oral.

### Patogenia
El microorganismo se multiplica y produce trastornos patológicos en el colon. Parece ser que S. hyodysenteriae solo no es patógeno. Se ha comprobado que otras especies bacterianas que normalmente se encuentran en el colon de los cerdos:  Bacteroides vulgatus, Bacteroides fragilis, Fusobacterium necrophorum, Campylobacter coli, una especie de Clostridium y Listeria denitriflicans intervienen en este papel de acompañantes. Se observa necrosis de coagulación superficial junto con erosión de las células epiteliales. Se distinguen edema, hiperemia, hemorragia y afluencia de PMNs a la mucosa y a la submucosa. En el colon no existe absorción, aunque no se demuestra la existencia de un proceso secretor ni activo ni pasivo.
Los síntomas de la enfermedad son un tanto típicos. Los cerdos atacados eliminan heces de un color que varía de gris a color fresa, se deshidratan, y finalmente, presentan acidosis e hipercalemia. La temperatura corporal generalmente permanece normal. En los cerdos sensibles, el índice de morbilidad se aproxima al 90%, con un índice de mortalidad del 20 al 40% en las piaras que no se tratan. La duración de la enfermedad varía desde algunos días a varias semanas. Es posible que los animales supervivientes queden enanizados permanentemente y sigan siendo eliminadores asintomáticos del microorganismo. No existe un procedimiento fácil para descubrir a estos animales.

## Aspectos inmunológicos
Poco se sabe acerca de los factores inmunitarios que intervienen en esta enfermedad. Los cerdos que se han curado de la enfermedad son resistentes a la reinfección. En 1999 Duphar International Research BV ha registrado una vacuna descubierta por Muir Susie Jan, Koopman Marcel BH y Kusters Johannes G.

## Diagnóstico de laboratorio

### Recogida de muestras
Para descubrir la presencia de S. hyodysenteriae se utilizan muestras de heces de cerdos que presentan síntomas de la enfermedad.[cita requerida]

### Examen directo
Los frotis de heces se tiñen con una tinción de Romanowsky o con fucsina fenicada. La observación de espiroquetas de gran tamaño, algo retorcidas en espiral, en heces disentéricas, es una prueba presuntiva de infección. En estas muestras también se puede encontrar S. innocens, aunque esta espiroqueta es de menor tamaño y posee espiras que se encuentran más juntas, diferencia que a veces resulta difícil de establecer.[cita requerida]

### Aislamiento
Se siembran muestras de heces en placas de agar- sangre que contenga espectinomicina (400 µg/ml). Las placas sembradas se incuban durante 24 - 48 horas en una atmósfera anaerobia que contenga un 10% de dióxido de carbono. Las colonias de S. hyodysenteriae serán pequeñas e intensamente beta- hemolíticas; las colonias de S. innocens no presentarán una hemólisis tan intensa.[cita requerida]

### Identificación
Serpulina hyodysenteriae se debe diferenciar de S. innocens. Esto se hace mejor observando la intensidad de la hemólisis beta, la fermentación de la fructosa (S. innocens será positivo), y la producción de indol (S. hyodysenteriae será positivo).